# Paralelo 69 N
O Paralelo 69 N é um paralelo no 69° grau a norte do plano equatorial terrestre.

## Dimensões
Conforme o sistema geodésico WGS 84, no nível de latitude 69° N, um grau de longitude equivale a 40 km; a extensão total do paralelo é portanto 14.404 km, cerca de 35,9 % da extensão do Equador, da qual esse paralelo dista 7.657 km, distando 2.345 km do polo norte.

## Cruzamentos
A partir do Meridiano de Greenwich, seguindo para o leste, esse paralelo 69° passa por:
| País, território ou mar  | Notas                                                         |
| ------------------------ | ------------------------------------------------------------- |
| Oceano Atlântico         | Mar da Noruega                                                |
| Noruega                  | Ilhas Langøya, Andøya, Bjarkøya e Dyrøya; Troms no continente |
| Finlândia                | Lapônia, Inari                                                |
| Noruega                  | Finnmark                                                      |
| Finlândia                | Lapônia                                                       |
| Rússia                   | Península de Kola                                             |
| Mar de Barents           |                                                               |
| Rússia                   | Ilha Kolguyev                                                 |
| Mar de Barents           | Mar de Pechora Baía Khaypudyr                                 |
| Rússia                   | Península Yugorsky                                            |
| Mar de Kara              | Baía Baydaratskaya                                            |
| Rússia                   | Península de Iamal                                            |
| Golfo de Ob              |                                                               |
| Estuário do Taz          |                                                               |
| Rússia                   | Iamália até Iacútia                                           |
| Mar Siberiano Oriental   | Baía Chaunskaya                                               |
| Rússia                   | Iacútia e Chukotka                                            |
| Oceano Ártico            | Mar de Chukchi                                                |
| Estados Unidos           | Alasca                                                        |
| Canadá                   | Yukon                                                         |
| Mar de Beaufort          | Baía de Mackenzie                                             |
| Canadá                   | Ilha Richards e continente Territórios do Noroeste Nunavut    |
| Estreito Dolphin e Union |                                                               |
| Canadá                   | Ilha Victoria, Nunavut                                        |
| Estreito Dease           |                                                               |
| Canadá                   | Ilha Victoria, Nunavut                                        |
| Estreito Victoria        |                                                               |
| Canadá                   | Ilha da Royal Geographical Society, Nunavut                   |
| Estreito Alexandra       |                                                               |
| Canadá                   | Ilha do Rei Guilherme, Nunavut                                |
| Estreito de Rae          |                                                               |
| Canadá                   | Nunavut                                                       |
| Baía de Pelly            |                                                               |
| Canadá                   | Península Simpson, Nunavut                                    |
| Baía Comittee            |                                                               |
| Canadá                   | Península Melville, Nunavut                                   |
| Bacia de Foxe            |                                                               |
| Canadá                   | Ilha Rowley, Nunavut                                          |
| Bacia de Foxe            |                                                               |
| Canadá                   | Ilha de Baffin, Nunavut                                       |
| Baía de Baffin           | Estreito de Davis                                             |
| Gronelândia              | Qeqertarsuaq                                                  |
| Oceano Atlântico         | Mar da Groenlândia Mar da Noruega                             |